# Avenue Sainte-Anne (Bruxelles)
Pour les articles homonymes, voir Avenue Sainte-Anne.

L'avenue Sainte-Anne est une rue bruxelloise de la commune d'Auderghem qui relie la chaussée de Tervueren à l'avenue Cardinal Micara (sens unique) sur une longueur de 200 mètres.

## Historique et description
Après le décès de dame Maria de Gomrée de Morialmé (1847-1915), veuve d’Alfred-Casimir Madoux (1838-1904), ses terres ainsi que le château Les Orchidées sont tombés en 1924 dans l’escarcelle de l’ECAM (École Centrale des Arts et Métiers). La propriété présentait la forme d’un quadrilatère avec un renfoncement, entre la Chaussée de Tervueren, la drève des Deux Moutiers, l’actuelle avenue Cardinal Micara et l’avenue Victor Tahon. 
De 1925 à 1933, cette haute école allait, entre autres, former des ingénieurs électromécaniciens, avant de s’établir à Saint-Gilles.
Le domaine fut mis en vente en 1934. Il sera administré un certain temps par la Société Immobilière Bernheim qui l’acheta finalement le 19 décembre 1940. Cette société aménagea un chemin traversant le domaine en diagonale. Elle lotit le terrain. 
Le 17 septembre 1937, le collège décida de nommer cette nouvelle avenue du nom de Sainte-Anne.
- Les premiers permis de bâtir furent attribués le 30 juin 1938 pour les nos 5 et 7.